# Apocalipsis caníbal
Apocalipsis caníbal es una película de terror hispano-italiana de 1980, dirigida por Bruno Mattei.
Esta película también es conocida como Virus (título original en Italia, así como también en México y Colombia), El infierno de los muertos vivientes (en Perú), Zombie 2, Night of the zombies y Zombie creeping flesh. 

## Sinopsis
Apocalipsis caníbal cuenta la historia de cuatro comandos enviados a Papúa Nueva Guinea para investigar la causa de una fuga química en el centro de investigaciones Hope. En su misión, los comandos se topan con Lia y su camarógrafo. Después de descubrir que los muertos habían resucitado y devorado a las personas, el grupo intenta huir del país.

## Reparto
- Margit Evelyn Newton - Lia Rousseau
- Franco Garofalo - Zantoro
- Selan Karay - Max
- José Gras - Teniente Mike London
- Gaby Renom - Osborne
- Josep Lluís Fonoll - Vincent
- Piero Fumelli - Sr. Farrara
- Bruno Boni - Josie's Husband
- Patrizia Costa - Josie
- Cesare Di Vito - Lawson (técnico)
- Sergio Pislar - Fowler (técnico)
- Bernard Seray - asistente de Barrett
- Víctor Israel - sacerdote zombi
- Pep Ballenster - periodista
- Joaquín Blanco - profesor Barrett

## Títulos alternativos
- Zombie creeping flesh
- Virus
- Cannibal virus
- Night of the zombies (USA)
- Zombie inferno
- Zombies of the savanna
- Inferno dei morti-viventi (Italia)
- Zombi 2: ultimate nightmare (Italia)